# 루크 클라인탱크
루크 클라인탱크(Luke Kleintank, 1990년 6월 18일 ~ )는 미국의 배우이다. CW 드라마 《가십걸》(2010-11)의 엘리엇 라이터 역, CBS 《더 영 앤 더 레스트리스》(2010-11)의 노아 뉴먼 역, 《본즈》(2011-14)의 핀 애버내시 역, 아마존 《높은 성의 사나이》(2015-18)의 조 블레이크 역 등으로 알려져 있다. 2021년부터 CBS 《FBI: 인터내셔널》에 주인공인 특수 요원 스콧 포레스터 역으로 출연 중이다.

## 출연 작품

### 영화
- 검은 집: 죽음을 보는 눈 (2014)
- 맥스 (2015)
- 크라운 빅 (2019)
- 더 골드핀치 (2019)
- 미드웨이 (2019) - 클래런스 디킨슨 역

### 텔레비전
- 로앤오더: 성범죄 전담반 (2009)
- 페어런트 후드
- 판타스틱 패밀리
- 가십걸 (2010-11)
- 더 영 앤 더 레스트리스 (2010-11)
- 그릭 (2011)
- 로앤오더: 특수범죄 전담반 (2011)
- CSI: 마이애미 (2011)
- 본즈 (2011-14)
- 굿 와이프 (2012)
- CSI: 과학수사대 (2013)
- 퍼슨 오브 인터레스트 (2013, 2015)
- 프리티 리틀 라이어스 (2013-14)
- 높은 성의 사나이 (2015-18)
- FBI: 인터내셔널 (2021-현재)
- FBI (2023)
- FBI: 모스트 원티드 (2023)